# Smack the Pony
Smack the Pony è una sitcom britannica del 1999, creata da Victoria Pile.
I temi ricorrenti dello show sono le relazioni amorose dai bizzarri risvolti, la concorrenza spietata e sleale nel mondo del lavoro, il latente lesbismo, le amicizie femminili con le implicazioni più demenziali, le nevrosi, le insicurezze e le debolezze quotidiane delle donne. Spesso le storie sono solo schegge di puro surrealismo o irriverenti parodìe, dall'humor tipicamente british. Il titolo è un riferimento, eufemistico, alla masturbazione femminile. Le principali autrici e attrici della serie sono Fiona Allen, Doon Mackichan e Sally Phillips, affiancate talvolta dalle apparizioni ricorrenti di Sarah Alexander, Darren Boyd e Cavan Clerkin.
La serie è stata trasmessa per la prima volta nel Regno Unito su Channel 4 dal 19 marzo 1999 al 3 gennaio 2003, per un totale di 21 episodi (e 2 speciali) ripartiti su tre stagioni. In Italia la serie è stata trasmessa su La7 dal 1º luglio 2002 e Canal Jimmy dal 2003.
Nel 1999 e nel 2000 Smack the Pony ha vinto un Emmy Award.

## Episodi
| Stagione         | Episodi | Prima TV USA | Prima TV Italia |
| ---------------- | ------- | ------------ | --------------- |
| Prima stagione   | 7       | 1999         | 2002            |
| Seconda stagione | 7       | 2000         | 2002            |
| Terza stagione   | 7       | 2002         | 2002            |
| Speciali         | 2       | 2002-2003    | 2002-2003       |

## Distribuzione

### Trasmissione internazionale
- 19 marzo 1999 nel Regno Unito su Channel 4;
- 6 settembre 2001 in Germania su ProSieben;
- 1º luglio 2002 in Italia su La7;[1]
- in Brasile su Eurochannel.